# Municipio de Chocamán
El municipio de Chocamán es un municipio mexicano, ubicado en la zona de las grandes montañas, a la orilla de la cordillera montañosa de la Sierra Madre Oriental y en la parte sur de la región montañosa del estado de Veracruz. Su cabecera es la localidad de Chocamán.
La tradición señala que el rey Man era un personaje que al ver su pueblo en llamas, durante la conquista mexica, este se retiró al cerro Tlanchinoltepel a llorar , mientras sus súbditos exclamaban "amo choca man":que significa ya no llores, Man; de ahí de donde se deriva el nombre.
En 1831 era una municipalidad que limitaba con Coscomatepec, Tomatlán, San Andrés Chalchicomula, Córdoba y Atzácan. Por decreto de 18 de diciembre de 1958, el pueblo de Chocamán se eleva a la categoría de Villa.  
La mayor parte de la población de Chocamán es de religión católica, por lo que puede inferirse que gran parte de su moralidad se fundamenta en esta religión. También es posible encontrar templos de otras religiones.

## Datos Geográficos
Ubicado a 1360 metros promedio del nivel del mar, se encuentra ubicado en la zona central del Estado, en las coordenadas 19º01´ de latitud Norte y 97º02´ de longitud Oeste. Limita al Norte y Noroeste con Coscomatepec; al Noreste; al sur con Fortín y al Suroeste con La Perla. Su distancia aproximada al sursudoeste de la capital del Estado por carretera es de 146 km. Tiene una superficie de 41.13 km², cifra que representa un 0.06% total del Estado. Su clima es templado-húmedo-regular con una temperatura promedio de 19 °C.; su precipitación pluvial media anual es de 1,844.4 milímetros. Cuenta con una población de 16,549 habitantes. Fuente: II Conteo de Población y Vivienda 2005
Entre la región de Córdoba y Orizaba existe una barranca que corre transversalmente dividiendo dos provincias geográficas: el área subtropical y la de clima templado frío. Desde aquí, en la Barranca de Metlac, ubicada en el corazón de Fortín de las Flores, comenzamos la ruta hacia el norte, surcando las faldas del volcán en dirección a la antigua población de Chocamán, dividida de Coscomatepec por la barranca que forma la vertiente del río Atoyac que corre encañonado desde lo alto de estas montañas en dirección a Córdoba. Al cruzar esta barranca llegamos a la legendaria población de Coscomatepec, uno de los puntos de acceso más importantes hacia la cumbre del Pico de Orizaba, rodeada de extraordinarios paisajes.
- Cabecera municipal: Chocamán
- Región: Las Grandes Montañas.
- Latitud norte:	19° 01'
- Longitud oeste: 97° 02'
- Altitud: 1360.00 m s. n. m.
- Superficie: 41.13 km²
- Porcentaje del territorio estatal: 0.06%

### Límites Políticos
- Norte: Coscomatepec de Bravo.
- Sur: Atzacan y Fortín.
- Este: Córdoba y Amatlán.
- Oeste: Coscomatepec de Bravo.

### Hidrografía
Se encuentra regado por numerosos arroyos todos ellos tributarios del río Metlac o Atoyac.  

### Vegetación
Los ecosistemas que coexisten en el municipio son el de bosque frío de pináceas y bosque templado caducifolio con especies como el ocozote, encino, fresno, Roble y álamo, donde se desarrolla una fauna compuesta por poblaciones de zorros, tlacuaches, ardillas, conejos y reptiles

### Clima
Su clima es templado-húmedo-regular con una temperatura promedio de 19 °C.; su precipitación pluvial media anual es de 1,844.4 milímetros. 

### Orografía
El municipio se encuentra ubicado en la zona montañosa del Estado, siendo su suelo bastante quebrado, recorrido por las pintorescas y profundas barrancas de Metlac y Chocamán.  

### Fauna
La fauna está compuesta por poblaciones de zorros, tlacuaches, ardillas, conejos, mapache, serpientes y armadillos

### Comercio
Su comercio está representado principalmente por tiendas de abarrotes, papelerías, zapaterías, ferreterías,panaderías,entre otras.

## Historia
La tradición señala que Man era un personaje que al ver su pueblo en llamas, durante la conquista Mexica, se retiró a un cerro a llorar, mientras sus súbditos exclamaban "amo choca man": ya no llores, Man; de donde deriva el nombre.
En 1831 era una municipalidad que limitaba con Coscomatepec, Tomatlán, San Andrés Chalchicomula, Córdoba y Atzácan. Por decreto de 18 de diciembre de 1958, el pueblo de Chocamán se eleva a la categoría de Villa. 
En 1785 Juan Félix Luna, Insurgente Capitán de Dragones. Combatió a los realistas al lado del Gral. Nicolás Bravo en Córdoba, Acultzingo, Chocamán y Orizaba. En la toma de San Juan de Ulúa fue hecho prisionero.
En 1935 Luis Remigio Ramírez, Agrarista; encabezó el movimiento de repartición de tierras en el municipio.
Finalmente en 1958, el pueblo de Chocamán, se eleva a la categoría de Villa.

### Congregaciones
- se localiza en el municipio de Chocamán ,el clima es templado húmedo con lluvias que predomina mayormente en el verano, presenta una temperatura media anual de 19 °C ,cuenta con una población de 2761 habitantes de los cuales 1364 son mujeres y 1397 hombres. Cuenta con un total de 609 viviendas. Algunos de los atractivos turísticos del municipio de Tetla- Chocamán son Iglesia de Guadalupe en Tetla y la de San Francisco en Chocaman. "Barranca del Río Metlac" en este lugar se admiran 2 puentes, el de San Miguel, que data de la época de la colonia y el ya famoso puente del ferrocarril mexicano considerado una gran obra del siglo XIX, los ríos forman balsas y caídas en las que se pueden nadar como: La Barranca, Ojo de Agua, La Represa, Tepexilotla, El Nacimiento, en el Cerro Tlalchinoltepetl o en la congregación de Tepexilotla se práctica el camping, así como la Parroquia de San Francisco de Asís y las ruinas arqueológicas de Chocamán Viejo; los días 2 y 3 de mayo se festeja el día de la Santa Cruz y se acostumbra subir a las cimas de los cerros Tlalchinoltepetl y Xocotepetl.

otras congregaciones son:
- San José Neria
- Calaquioco
- Xonotzintla
- Rincón Pintor
- Tepexilotla

Nuestra Señora de Guadalupe es la Patrona de Tetla, la cual se Festeja del 30 al 12 de diciembre. S
San Francisco de Asís es el santo patrono del municipio de Chocaman la cual se festeja el día 4 de octubre de cada año, a cargo de los habitantes de la comunidad , los cuales de manera organizada se reparten las actividades para llevar a cabo la celebración de esta festividad.